# Quieto
Tito Fulvio Junio Quieto (en latín: Titus Fulvius Iunius Quietus; f. 261), más conocido en la historiografía romana como Quieto, fue un usurpador romano junto a su padre Macriano el Viejo y su hermano Macriano el Joven contra el emperador Galieno (r. 253–268). Su primera aparición data del final del reinado de Valeriano (r. 253-260), cuando supuestamente servía como tribuno militar. En 260, cuando este último fue capturado por el rey Sapor I (r. 240-270) en la batalla de Edesa, Macriano el Viejo fue elegido por el ejército para convertirse en emperador, pero decidió proclamar a sus hijos el 17 de septiembre. Se acuñaron monedas a su nombre y fueron nombrados cónsules. Si bien se quedó en Oriente para consolidar su poder, pronto fue asesinado por el palmirense Odenato, los habitantes de Emesa o incluso por su general Balista.

## Carrera
Quieto era el hijo más joven de Macriano el Viejo y hermano de Macriano el Joven; la Historia Augusta menciona a un cierto descendiente, llamado Cornelio Macer, cuya existencia es cuestionada. Los orígenes de su familia, incluida la identidad de su madre, son inciertos. Su padre pudo haberse casado con una mujer de origen noble, quizás llamada Junia. Según la Historia Augusta, comenzó su carrera en el reinado del emperador Valeriano (r. 253-260) como tribuno militar. En 260, Valeriano fue capturado por el rey Sapor I (r. 240-270) en la batalla de Edesa y, ante la amenaza todavía inminente de los persas, el ejército decidió nombrar a un nuevo emperador; en ese momento Galieno (r. 253-268), hijo de Valeriano, ya era emperador. Se le ofreció la púrpura imperial a Macriano el Viejo, pero este decidió entregarselas a sus hijos el 17 de septiembre. Macriano el Viejo era el jefe financiero de Valeriano, lo que le permitió acuñar monedas a su nombre, mientras que el prefecto del pretorio Balista derrotó a los invasores, lo que ayudó a legitimar la usurpación. Además, Macriano el Joven y su hermano Quieto fueron nombrados cónsules.
Su reinado fue reconocido en Oriente y en Egipto, ya que sus monedas se emitieron en Alejandría. Poco después, Macriano el Viejo y Macriano el Joven marcharon hacia Occidente para enfrentarse a Galieno, mientras Quieto y Balista se quedaron en Oriente para consolidar su autoridad. En otoño de 261, los macrianos fueron derrotados en Ilírico, y Quieto perdió su poder en Oriente y Odenato de Palmira empezó a hacerse prominente. En consecuencia, Balista y Quieto huyeron a Emesa, donde presuntamente fueron asesinados por los lugareños; en otra versión, fueron rodeados y asesinados por Odenato. En una tercera versión, considerada improbable porque estaba basada en el relato de la Historia Augusta, Balista mató a Quieto y se declaró emperador solo para ser asesinado.

## Numismática

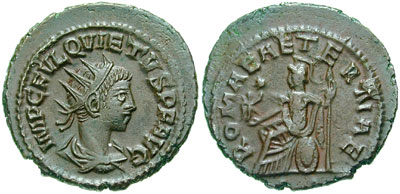
Antoniniano de Quieto.

Cuando Quieto y Macriano fueron proclamados emperadores, se acuñaron a su nombre áureos y antoninianos de mil millones y ases. Sus monedas fueron acuñadas en Alejandría y en dos casas de moneda de Oriente, una principal, cuyas monedas tenían un estilo más elaborado, y la otra con monedas de un estilo más tosco. Se desconoce la ubicación exacta de la ceca de Oriente, pero se especula que pudo encontrarse entre Antioquía y Emesa. Algunas monedas llevan en el reverso las leyendas fides militum («soldados fieles»), fortuna redux («Fortuna que vuelve»), marti propugnatori («proponentes de Marte»), soli invicto (para Sol invicto), victoria augg (Victoria de los augustos), en honor al ejército y proclamando la confianza en la victoria. En otros, se proclama el comienzo de un nuevo y próspero reinado en el Imperio romano: romae aeternae (de la eterna Roma), spes publica (esperanza pública), aequitas augg  (Equidad de los augustos), indugentiae aug (indulgencias de agosto) y pietas aug (piedad de los augustos).